# Johnnie To
Johnnie To (Hong Kong, 22 de abril de 1955) é um cineasta e produtor cinematográfico chinês.